# Kode9
Kode9, pseudonimo di Steve Goodman (Glasgow, 1973), è un musicista e disc jockey scozzese.
Pioniere della musica dubstep assieme a The Spaceape, Kode9 incise tre album solisti che fondono dub, dancehall e musica indiana, e fu fondatore dell'etichetta discografica Hyperdub, che comprende nel suo roster Burial, DJ Rashad, Zomby e Fatima Al Qadiri.

## Biografia

### Anni novanta
Kode9 divenne un musicista nei primi anni novanta attingendo inizialmente da quello che Simon Reynolds definisce "hardcore continuum" ovvero da jungle, drum and bass, 2-step garage e loro derivati. Secondo l'artista scozzese, la scoperta della musica jungle sarebbe stata "l'evento più importante della sua vita". Nel 1999, Kode9 ottenne un dottorato di ricerca in filosofia presso l'Università di Warwick nella quale aveva avuto modo di conoscere le teorie deThe Wirella Cybernetic Culture Research Unit, studiare la cultura dei rave, la cibernetica, il postmodernismo, l'afrofuturismo e la memetica, della quale ha sovente parlato nelle interviste dedicategli.

### Anni duemila
Nel 2000, Kode9 fondò la rivista online Hyperdub, divenuta quattro anni dopo un'etichetta discografica. La prima uscita della neonata casa discografica fu Sine of the Dub, una collaborazione tra Kode9 e Daddy Gee (meglio conosciuto come The Spaceape) che rivisitava Sign o' the Times di Prince in maniera minimale e in cui la voce veniva manipolata in modo da somigliare a quella di "un uomo in punto di morte". La Hyperdub divenne uno dei punti di riferimento del genere dubstep e pubblicò, fra gli altri, l'esordio di Burial, considerato il miglior album del 2006 dalla rivista The Wire. Intanto, nel 2004, quattro brani di Kode9 vennero pubblicati nella compilation Grime 2 della Rephlex.
A partire dal 2006, l'artista scozzese entrò a far parte del mondo accademico: lavorò infatti per la University of East London in qualità di docente di produzione multimediale, fu tutor di corsi per un programma di master in cultura sonora e insegnante di teoria e produzione del suono/musica per musicisti come Pixel 82 & Shem Booth-Spain.
Nel dicembre 2009, Kode9 pubblicò per la MIT il suo libro Sonic Warfare: Sound, Affect, and the Ecology of Fear, un libro che analizza gli utilizzi della potenza acustica e il modo in cui essa influenza intere popolazioni. Il tomo esplora anche i modi in cui il suono crea stati d'animo di terrore e paura, e come esso possa essere usato come mezzo di tortura, arma e minaccia.

## Discografia

### Album in studio
- 2006 – Memories of the Future (con The Spaceape)
- 2011 – Black Sun (con The Spaceape)
- 2015 – Nothing

### DJ mix
- 2010 – DJ Kicks
- 2013 – Rinse:22
- 2018 – Fabriclive 100 (con Burial)

## Libri
- 2009 – Sonic Warfare: Sound, Affect, and the Ecology of Fear